# Авроринский завод
Авро́ринский железоде́лательный заво́д — вспомогательный по отношению к Черноисточинскому железоделательному заводу передельный завод, действовавший в 1850-70-х годах. Назван в честь одной из владелиц завода Авроры Карловны Шернваль-Демидовой-Карамзиной, вдовы П. Н. Демидова, сочетавшейся вторым браком с Карамзиным А. Н.

## История
Завод был основан в 1850 году управляющим Нижнетагильскими заводами Карамзиным А. Н. на реке Чёрный Исток, вытекающей из Черноисточинского пруда, в 3-х верстах от Черноисточинского завода и в 23 верстах к юго-западу от Нижнетагильского завода. Для завода создан Авроринский пруд. Основной задачей завода было производство сортового и листового железа из чугуна близлежащих заводов.
Работа механизмов обеспечивалась плотиной и водяными колесами, позже установлена турбина. В деревянных корпусах функционировали нагревательные печи, прокатный стан и сварочные печи. В 1860-х годах были установлены дровосушильные печи. Годовая производительность завода составляла 70—90 тыс. пудов железа.
Завод действовал с перерывами и окончательно был закрыт в 1870-х годах. В 1889 году были демонтированы и перевезены на Антоновский завод сварочная печь Сименса, прокатный стан, ножницы для резки металла. В 1901—1902 годы водяная турбина Авроринского завода была переоборудована для выработки электроэнергия для подпитки Черноисточинского завода.